# Pegomya clavellata
Pegomya clavellata är en tvåvingeart som beskrevs av Fan 1982. Pegomya clavellata ingår i släktet Pegomya och familjen blomsterflugor. Inga underarter finns listade i Catalogue of Life.